# Sphecius persa
Sphecius persa  (лат.) — вид песочных ос рода Sphecius из подсемейства Bembicinae (триба Gorytini).
Палеарктика: восточный Иран. 
Осы среднего размера (16-19 мм). Усики с рыжеватыми жгутиками. Грудь самцов частично рыжая, самки полностью рыжие или жёлтые). На задних углах среднеспинки небольшие вогнутые участки. Медиальная жилка заднего крыла начинается около конца анальной ячейки. На боках среднегруди развиты эпикнемиальные кили, соединяющиеся вместе в нижней её части. Гнездятся в земле. Ловят мелких цикадок. Вид был впервые описан в 1932 году советским гименоптерологом Всеволодом Владимировичем Гуссаковским (1904-1948).